# 加壓艙

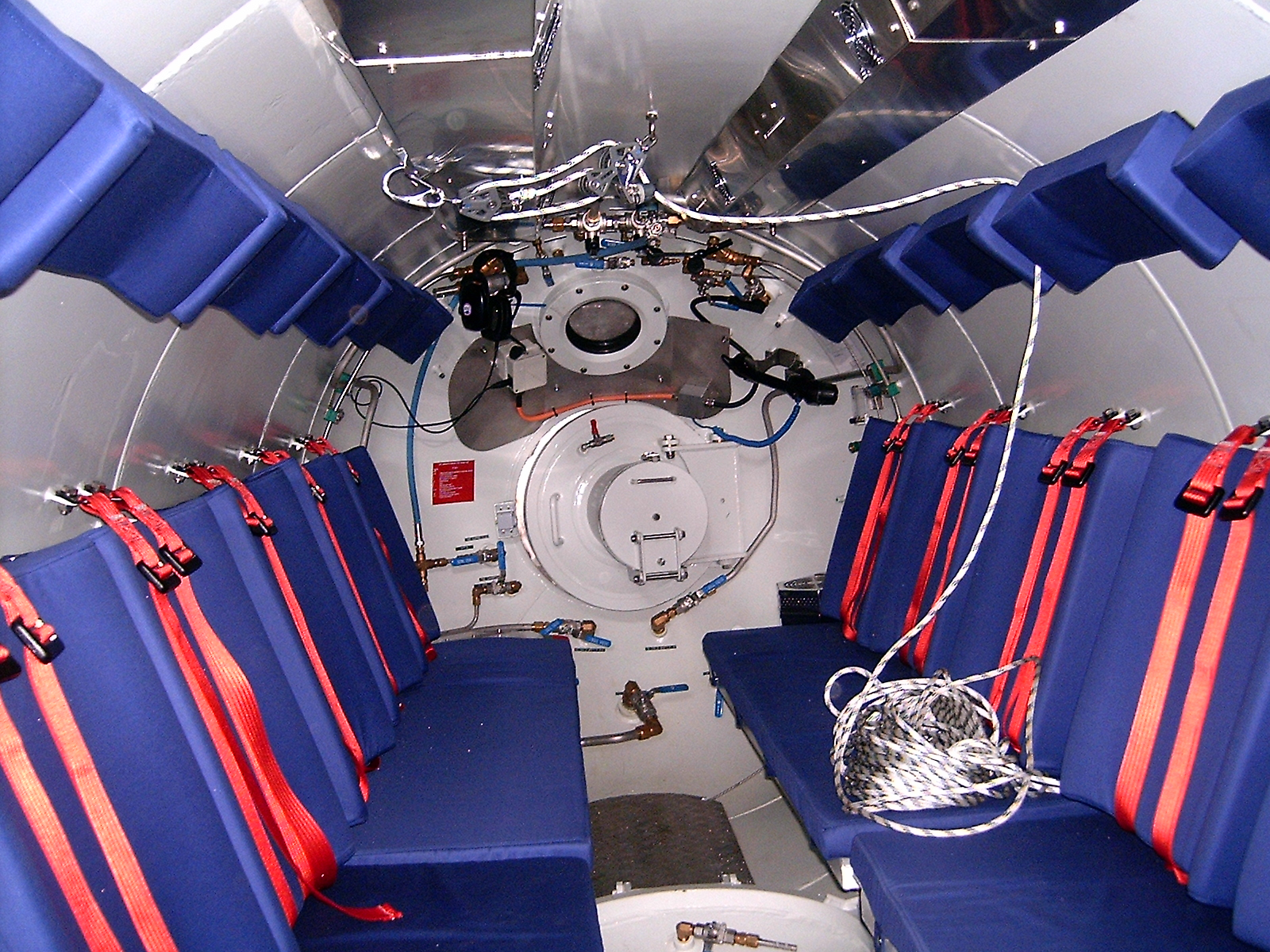
潛水加壓艙的內部

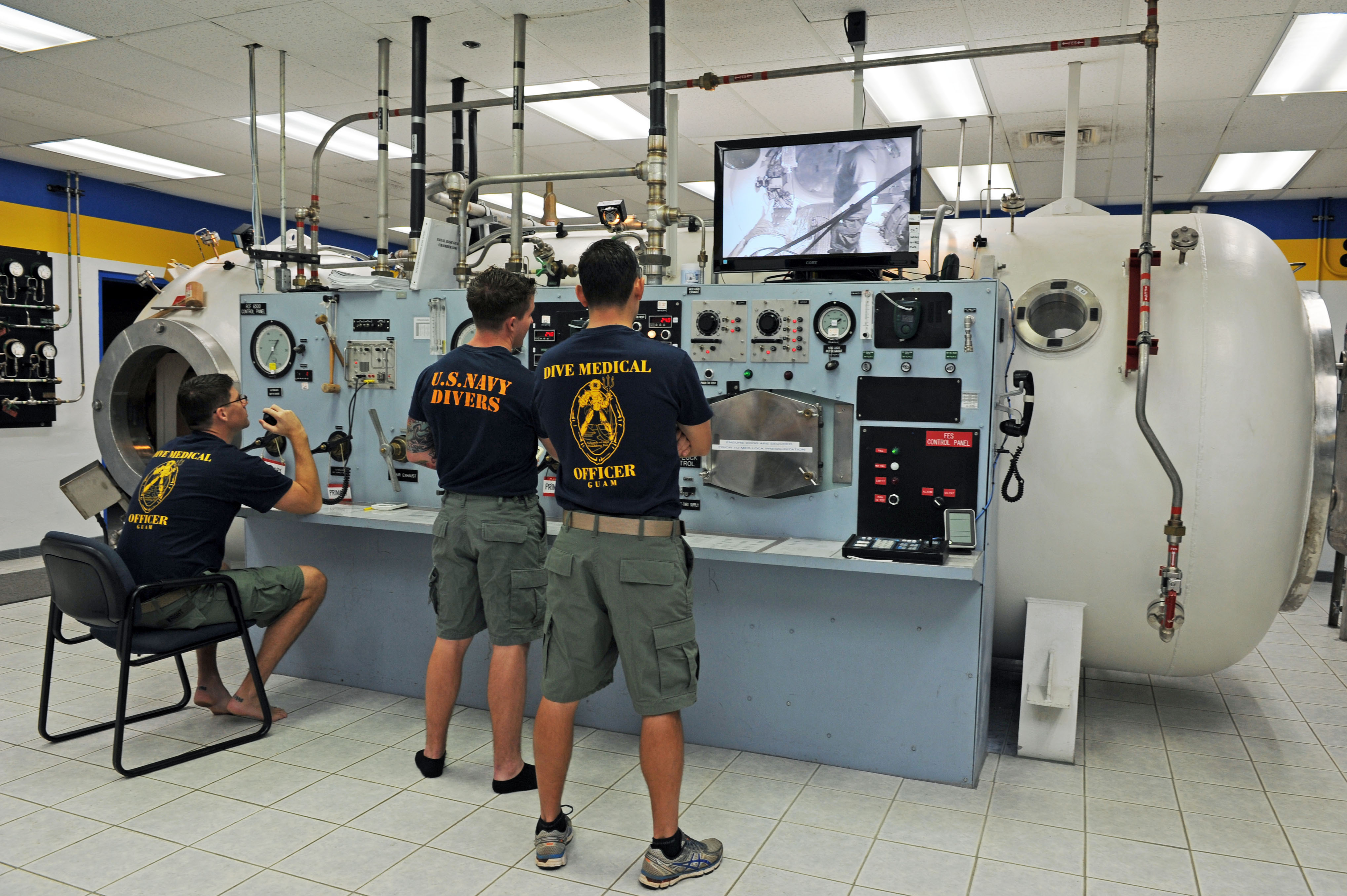
在關島的美國海軍人員在外部操作加壓艙

加壓艙是一個具有氣密性及內部氣壓比標準大氣壓高，可供人員進入的艙室，通過提高艙室內的空氣含氧量，可用於舒緩減壓症的症狀，常被作為潛水員的支援設備，也可為高山症患者提供緊急治療。

## 名稱
因為該種設備在運作時會增加艙內的氣壓，故此名為加壓艙，也有稱為潛水加壓艙，或者高壓艙，如有提供高壓氧則可被稱為高壓氧艙，設置於醫院內的加壓房間也有被稱為加壓室。因為這種裝置最常用於潛水員預防與治療減壓症，所以又被稱為減壓艙或潛水減壓艙。該種裝置不但在潛下海時有用，在高山上也可挽救高山症患者的性命，故又被稱為高山加壓艙。

## 用途

### 應對潛水夫症
潛水員在下潛及水中活動時，面對的水壓會隨著水深而增加，深度每增加10米，水壓便會增加一個標準大氣壓，由於呼吸系統吸氣時肺部需要膨脹，在水中通過水肺吸入空氣時，必須將水肺的氣壓加大，利用高壓的空氣抵抗水壓，使肺部可吸入空氣，由於在地球大氣層的空氣中，最高成分的是約佔78%的氮氣，其次才是佔約21%的氧氣，正常人呼吸時也是吸入相同比例的氮氣和氧氣，人體並不能長時間只吸入純氧氣，否則會發生氧氣中毒。在水肺潛水的過程中為抵抗水壓而吸入高壓空氣，根據亨利定律，將會使氮氣通過肺氣泡進入血液，進而溶入身體組織，身體的含氮量會隨潛水的時間、水深或次數而累積，雖然氮氣屬於非活性氣體，本身對人體並無毒性，但當肺部承受的壓力因上浮而減少，在身體組織的氮便會逆向進入血液，如果突然有大量的氮進入血液，將可造成血管被氮氣阻塞，引致一系列病變，亦即發生常被稱為潛水夫症的減壓症，嚴重的症狀可導致死亡。因此潛水員在結束潛水時，不能立即上浮到水面，必須緩慢地上浮，使肺部承受的水壓逐漸減少，降低吸入空氣的壓力，通過減壓程序，將身體內的氮通過呼吸過程漸漸釋出，由於必須有足夠的時間進行減壓停留，故此管控時間對潛水安全十分重要。
潛水員未能在浮出水面前將體內的氮清除的原因甚多，包括潛水深度過大、深潛的時間過長、水肺氧氣不足，水肺無法支持足夠時間的減壓停留，身體狀態及意外受傷，導致不得不提早浮出水面，個人體質亦是因素之一，潛水員如在水面上有減壓症的反應，必須盡快將體內的氮排除，其中一個方法是再次潛入水中再次進行減壓程序，然而對於已出現症狀的潛水員便不適用，因為在水中一旦失去知覺，溺水死亡的風險極高，故此加壓艙便成為在水面上的重要急救設備。加壓艙不但可將空氣加壓，氣壓可以調節，亦具有換氣的功能，避免人體呼氣時的二氧化碳在艙室內大量累積，有部分更可輸入較高濃度的氧氣，提升治療的效果。在潛水員剛進入加壓艙時，先將氣壓增加至相當於潛水時最大深度的壓力，其後將氣壓逐漸降低，調壓及停留在艙內的時間則根據潛水的時間及深度而定，而提高空氣的含氧量有助加強治療的效果。由於減壓症可以致命或造成永久性傷害，所以工業潛水或商業潛水，均應事先準備加壓艙，即使現場不能提供，也須要先查找及聯繫能夠隨時支援的加壓艙服務提供者，並規劃好可將潛水員盡快運送到加壓艙的交通路線。

### 應對高山症
在海拔2,500米以上，因空氣含氧量及氣壓降低，人體如不能適應氣壓迅速下降或空氣稀薄的環境，便會出現高山症的症狀，常見的反應是呼吸加速、心跳加快、血壓上升、頭痛及小便次數增多等，情況因人而異，如身體未能及時適應或登高的高度繼續上升，症狀將會加劇，可能會進一步出現作嘔、作悶、疲倦、頭暈及失眠等症狀，如出現肺水腫會出現臉色發白嘴唇發紫、呼吸過速、心跳過速，若有腦水腫便會導致走路不穩，意識減退或變得混亂，出現錯覺及幻覺。
高山症的患者如無法在短時間內回到低海拔的地點，便要應用加壓艙進行緊急治療，加壓艙內的空氣會被加壓至海拔約1,500米的氣壓，通過增加氣壓使患者每次吸氣時可吸入比所處的高海拔地區更多的氧氣，從而達到舒緩症狀的效果。

## 外部鏈接
维基共享资源上的相關多媒體資源：加壓艙